# Basalte
Pour l’article ayant un titre homophone, voir Basalt.

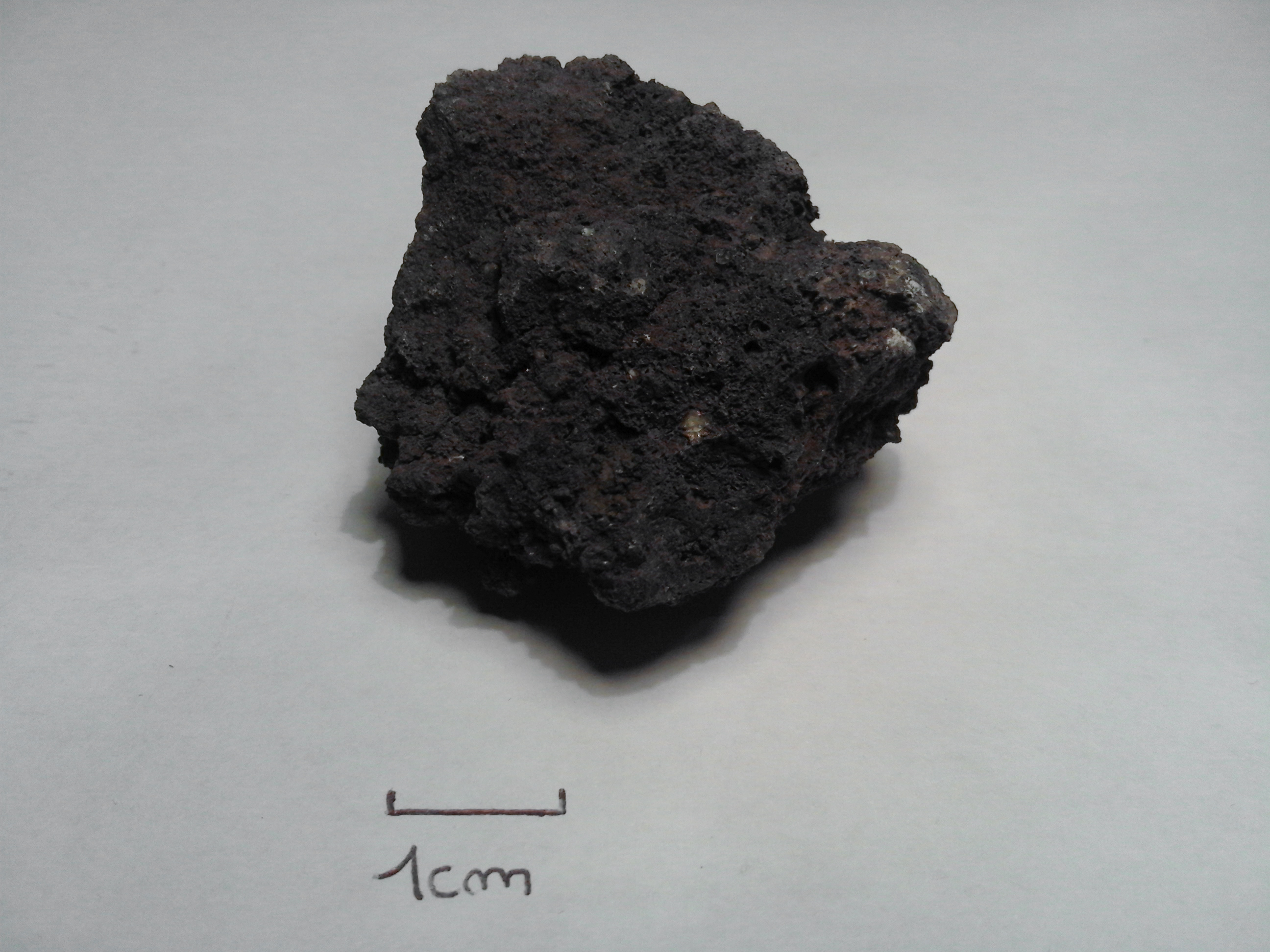
Basalte (Hérault, France).

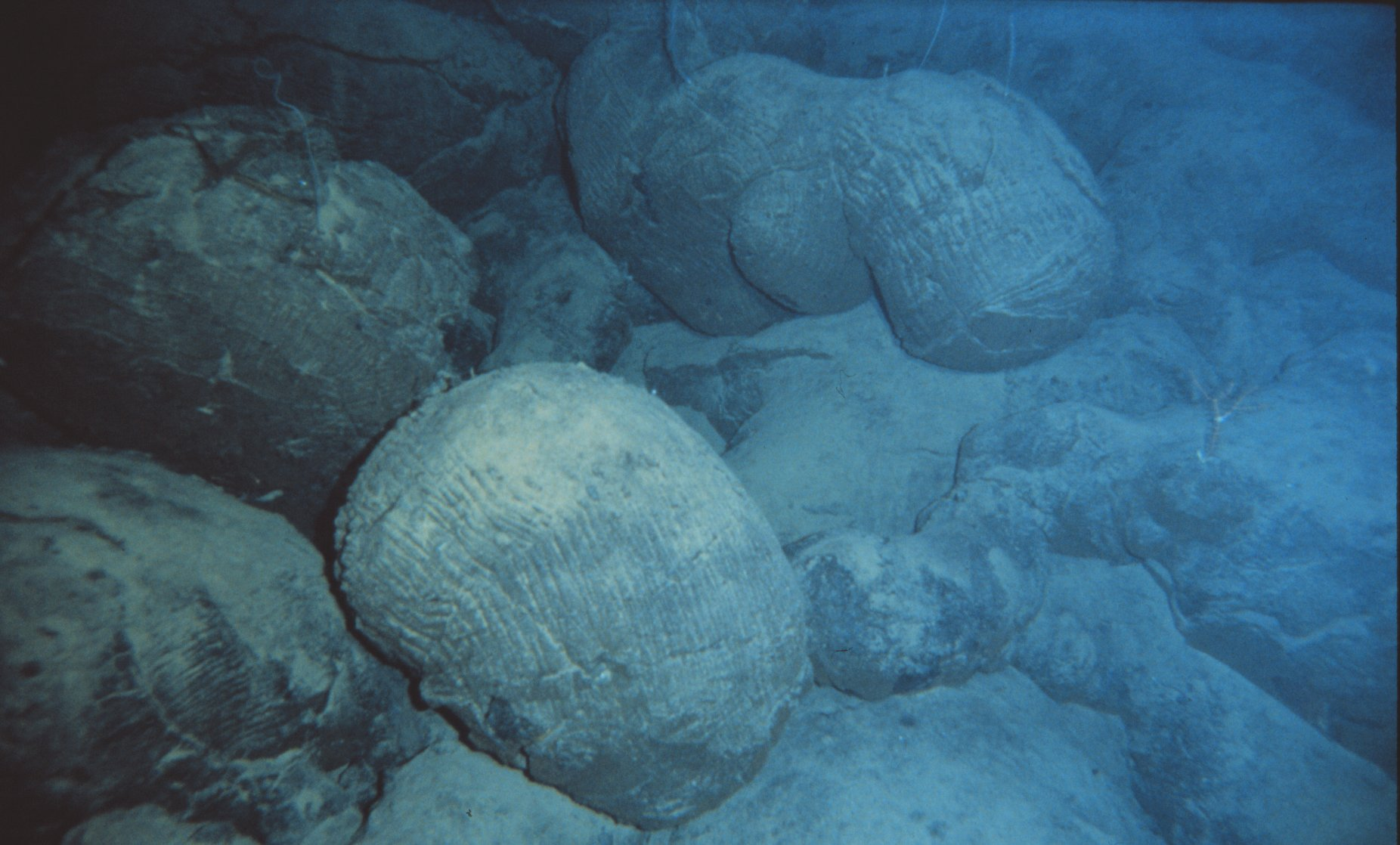
Lave en coussins de basalte vue au fond de l'océan, au niveau de Hawaï.

Le basalte est une roche magmatique volcanique issue d'un magma refroidi rapidement et caractérisée par sa composition minéralogique : plagioclases (50 %), de pyroxènes (25 à 40 %), d'olivine (10 à 25 %), et de 2 à 3 % de magnétite. Sur Terre, il a une origine volcanique et est un des constituants principaux de la croûte océanique. Sur la Lune, il constitue la surface des mers lunaires. Ce serait un constituant important des croûtes de Mars, Vénus et Mercure.
Le mot basalte est emprunté au latin basaltes, terme dont on dit souvent qu'il est dérivé d'un terme éthiopien signifiant « roche noire ». Mais, d'une part ce terme n'évoque rien aux locuteurs amhariques, d'autre part une autre origine est citée, peut-être égyptienne.
Le basalte est une roche mélanocrate à holomélanocrate (sombre à très sombre) à structure microlitique, qui est issue de la fusion partielle du manteau terrestre de composition péridotitique (lherzolite).
Les plus grands épanchements basaltiques connus sont les trapps de Sibérie en Russie, les trapps du Deccan en Inde, le plateau de la Columbia aux États-Unis, Tassili des Ajjers en Algérie ou encore les laves triasiques nord-américaines. La structure basaltique la plus célèbre est sans doute la chaussée des Géants en Irlande, où l'on peut admirer des orgues basaltiques (formations en forme de colonnes, généralement de coupe hexagonale). En France, ils se rencontrent principalement dans le Massif central. Les régions sombres de la Lune (les « mers ») sont formées de basaltes.
Le basalte est une roche basique. Les roches plutoniques de même composition minéralogique sont les gabbros.

## Classification des basaltes
- plan de saturation de la silice
- opx : orthopyroxène
- cpx : clinopyroxène
- ab : albite
- Ne : néphéline
- Qz : quartz
- ol : olivine

Modèle basaltique:
plan de saturation de la silice

Les basaltes se classent par leur taux de saturation en silice.
Lorsque le basalte n'atteint pas le plan de saturation de la silice, de la néphéline [SiAlO4]Na est exprimée. C'est le domaine des basanites, et, à l'approche du plan de saturation, celui du basalte alcalin à olivines. Au-delà du plan de saturation, c'est le domaine tholéiitique, avec le basalte tholéiitique, si le quartz n'est pas exprimé, et sinon le quartz tholéiite.

### Néphélinite et mélilitite
Les néphélinites et mélilitites sont des roches holofeldspathoïdiques. Elles ne se trouvent que dans les rifts, généralement en fin de vie.

### Basanite
La basanite est caractéristique du volcanisme intraplaques ponctuel et de faible volume. En France, on la trouve dans les rifts rhénan, de Limagne, des monts du Cantal et des Causses.

### Basalte alcalin à olivine
Le basalte alcalin à olivine est une roche ubiquiste. On le trouve dans le volcanisme intraplaques océanique et continental lorsque celui-ci est de faible volume.

### Basalte tholéitique
Le basalte tholéitique (ou olivine tholéite, ou tholéite à olivine) constitue les fonds océaniques. Les MORB (MORB = basalte de dorsale, de l'anglais Mid Ocean Ridge Basalt) – K2O inférieur à 0,2 % et TiO2 inférieur à 2,0 % sont les constituants essentiels de la croûte océanique. Il se trouve également dans le volcanisme intraplaque océanique et continental. Il contient un orthopyroxène normatif (non exprimé).

### Tholéite à quartz
La tholéite à quartz (ou quartzique) est beaucoup plus rare. Cette dénomination est trompeuse car on ne trouve jamais de quartz dans ces roches. Le quartz apparaît seulement virtuellement dans la normalisation de la composition chimique.

## Origine des basaltes

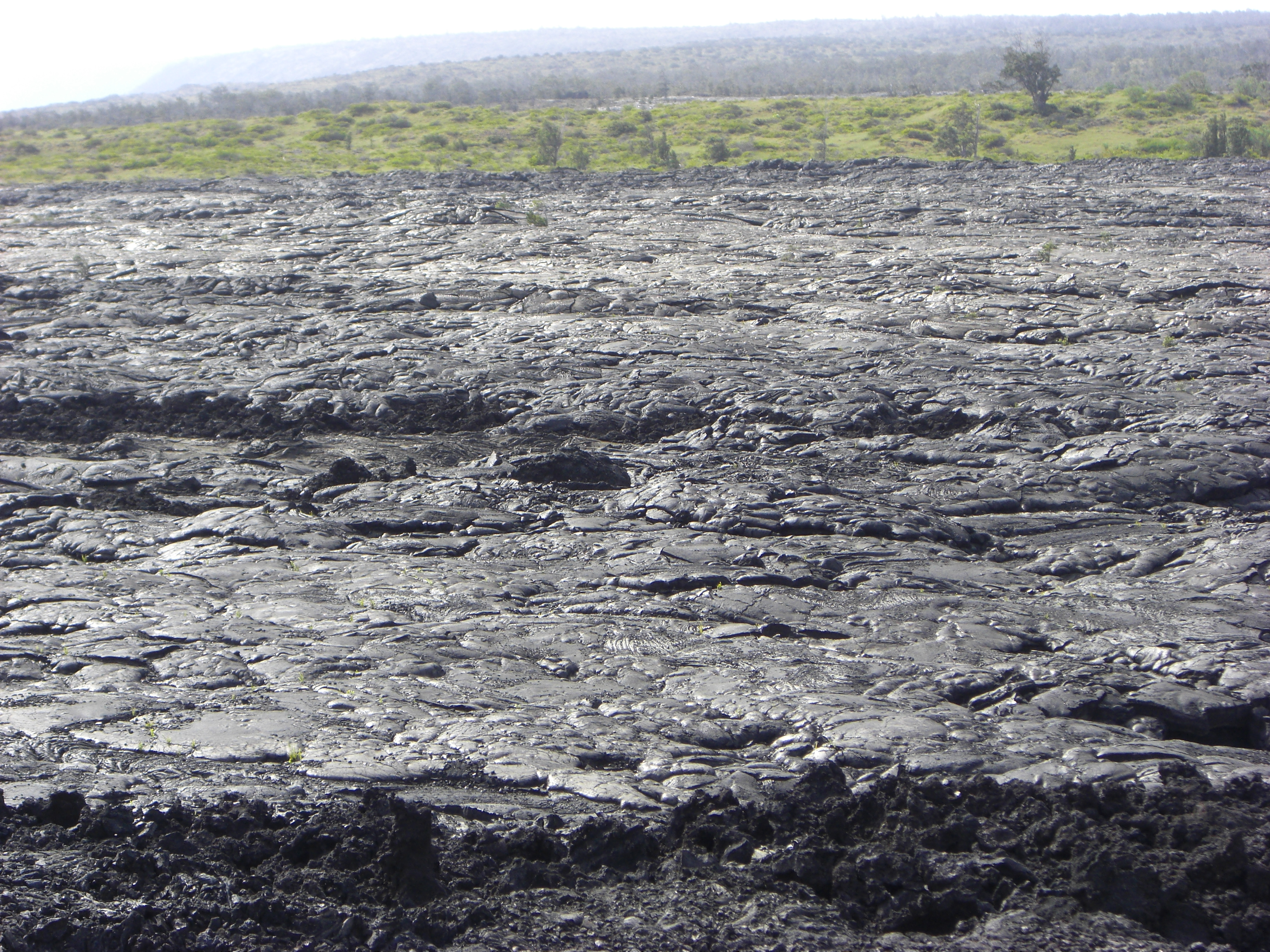
Coulée de lave basaltique refroidie de type pahoehoe (Kilauea, Hawaï).

Le magma à l'origine des basaltes provient de la fusion partielle des roches du manteau terrestre. Le manteau est constitué de péridotite dans sa partie supérieure. Un modèle de péridotite a été avancé : la pyrolite. Le géotherme ne croise le solidus de la pyrolite que si elle est hydratée (0,1 %). Il n'y a pas de fusion en dessous de la LVZ car nous arrivons dans une zone de pyrolite sèche.
Selon la pression à laquelle se fait la fusion partielle, les minéraux affectés par la fusion ne sont pas les mêmes. Pour des taux de fusion faibles, le liquide est riche en eau et en alcalins : on obtient des basanites ou des basaltes alcalins à olivines. Pour des taux de fusion élevés, le liquide est plus riche en calcium, fer et magnésium, et on obtient des olivines tholéiites.
Au niveau des points chauds, le taux de fusion de la pyrolite va de 5 % en périphérie, avec formation de basanite, à 30 % au centre, avec formation d'olivine tholéiite. Lorsque le taux de fusion est de 10 %, il y a formation de basalte alcalin à olivines.
Au niveau des rides médioocéaniques, le taux de fusion est de 30 %, et nous obtenons de l'olivine tholéiite.

## Orgues basaltiques

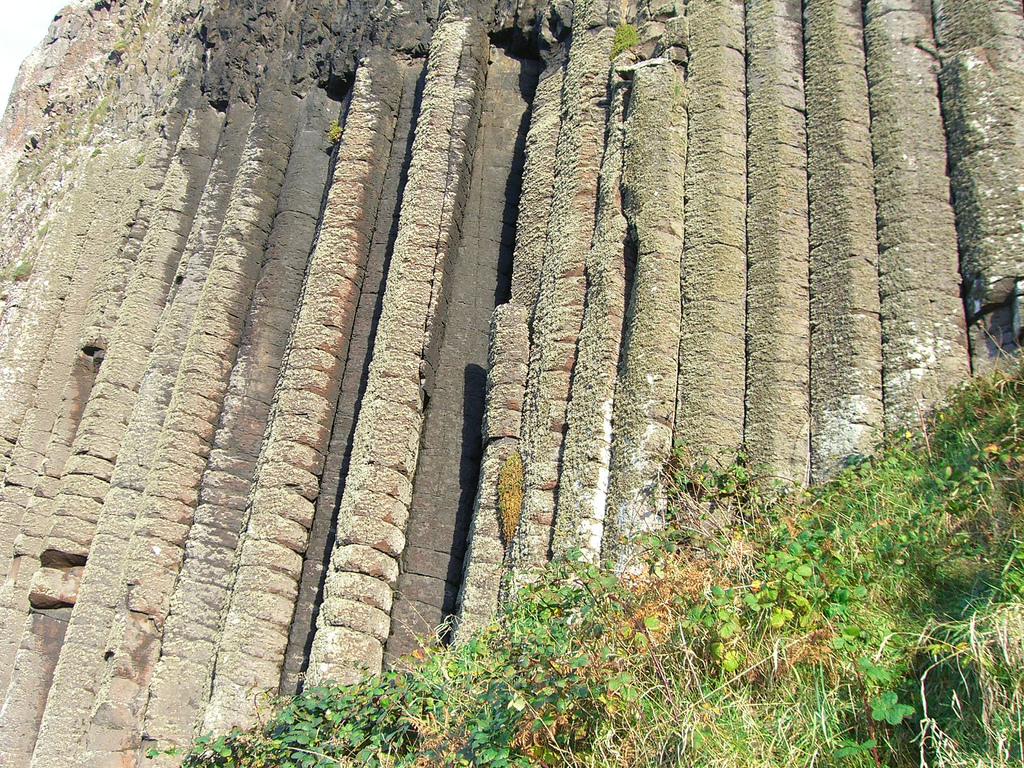
Orgues basaltiques dans le Plateau d'Antrim (Irlande du Nord), montrant les fracturations longitudinales et transversales

Les orgues basaltiques ou les colonnes basaltiques sont une formation géologique composée de colonnes régulières. Elle résulte de la solidification et de la contraction thermique d'une coulée basaltique, d'un lac de lave ou d'un filon. La partie inférieure, qui se refroidit ou s'assèche plus lentement, se fracture de la surface vers la profondeur sous forme de prismes sub-verticaux à section hexagonale d'ordre décimétrique. Ces colonnes sont surmontées d'une zone de petits prismes moins réguliers (ou « faux prisme ») pouvant s'associer en gerbes.
La genèse des orgues a été mise en équation par Lucas Goehring et ses collègues de l'Université de Toronto. La loi d'échelle mise en évidence relie la largeur entre deux fissures aux propriétés du milieu et au flux de chaleur ou d'humidité. Elle est vérifiée avec un modèle basé sur de la fécule de maïs qui se comporte comme de la lave. La régularité des colonnes basaltiques de la Chaussée des Géants en Irlande du Nord serait ainsi due à une perte de chaleur constante.

## Utilisation

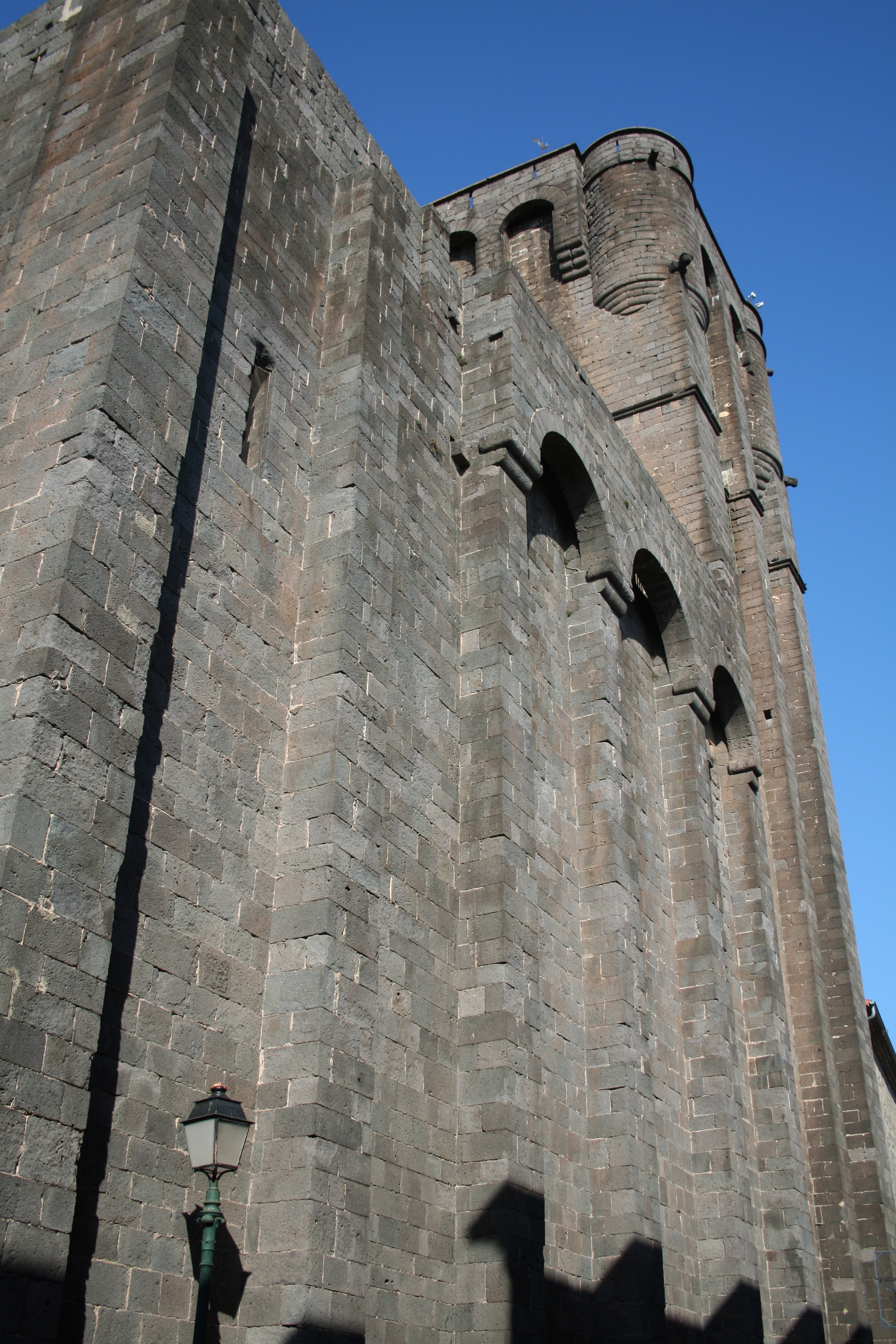
La cathédrale Saint-Étienne d'Agde est construite en basalte

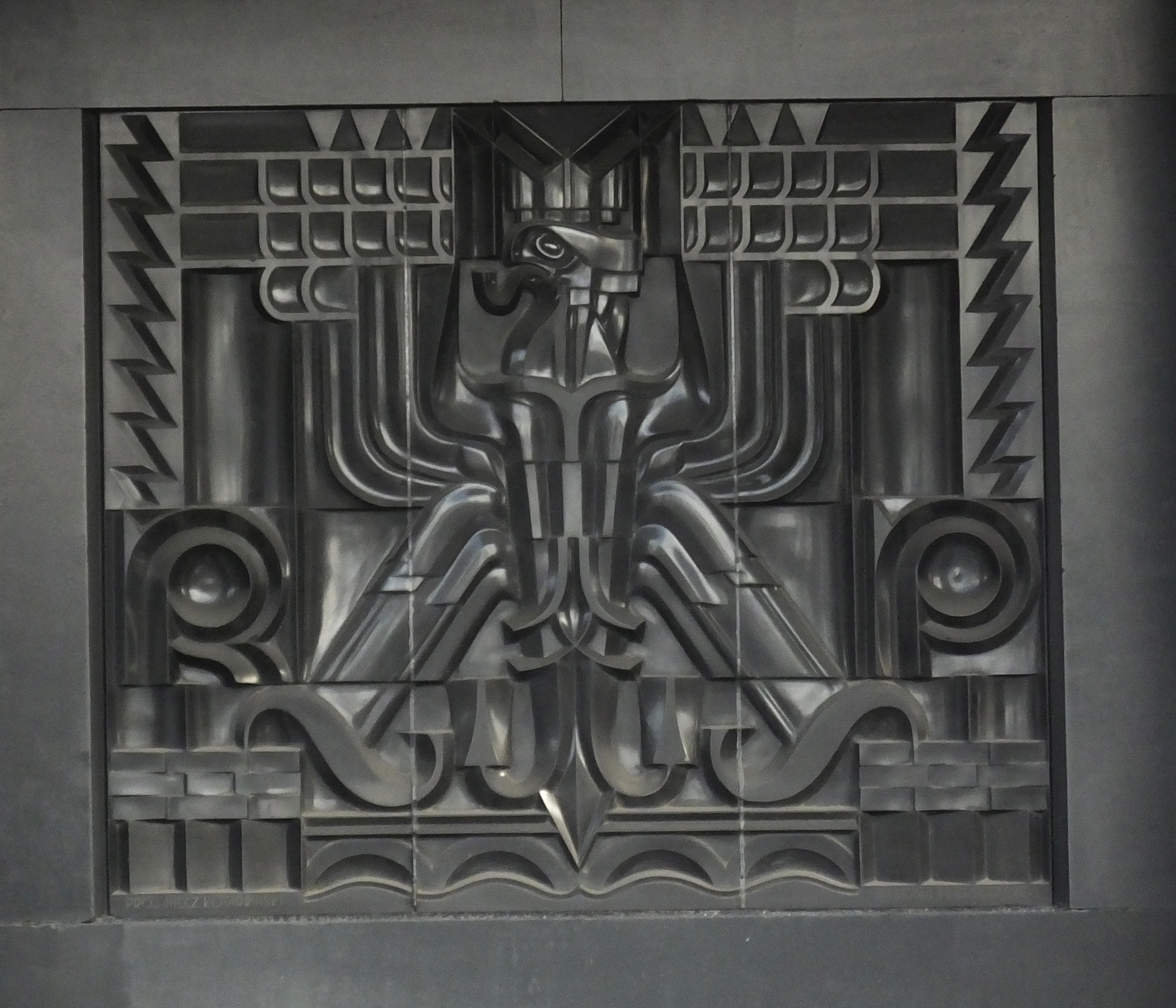
Relief en basalte aux armoiries polonaises sur la façade du bâtiment du ministère des Transports à Varsovie (1931). Un exemple d'oeuvre dans le style Art déco.

Les basaltes sont utilisés dans la construction et dans la statuaire.
Les basaltes, en raison de leur texture fine et isotrope, sont également valorisés comme granulats de forte compacité et de grande résistance mécanique. Certains peuvent être utilisés pour la réalisation du ballast des voies ferrées. 
La laine de roche est obtenue à partir de basalte ou de roche diabase analogue au basalte, via un procédé de fusion (dans un cubilot dans lequel on ajoute des fondants et du coke pour le porter à 1 500 °C) et d'extrusion.
Une méthode de géoingénierie, l'altération forcée, envisage l'épandage de basalte finement broyé pour fixer du CO2 atmosphérique dans les sols agricoles.
En Islande, une usine aspire l’air ambiant pour isoler le CO2 principal responsable du réchauffement climatique, et le transformer en roche. D’abord débarrassé de ses impuretés, le gaz est acheminé via un pipeline souterrain sous des petits dômes gris. Dissous dans l’eau, il est finalement injecté à 800 et 2000 mètres de profondeur sous terre, dans la roche basaltique. Le gaz vient ensuite s’incruster dans les petites cavités de la roche brune.